# Le Moulin d'Hamlet
Le Moulin d'Hamlet : la connaissance, origine et transmission par les mythes (Hamlet's Mill: An Essay Investigating the Origins of Human Knowledge and Its Transmission Through Myth) est un essai publié en 1969 par deux historiens des sciences, Hertha von Dechend (professeur à l’Université Goethe de Francfort) et Giorgio de Santillana (professeur au MIT). Ils y développent une interprétation astronomique des mythes, soutenant en particulier la thèse d’une découverte préhistorique du phénomène de la précession des équinoxes, bien avant Hipparque.
Étudiant différentes traditions issues du monde entier (de la Scandinavie à la Polynésie, en passant par la Grèce, l’Égypte, la Perse, l’Inde, l’Afrique de l’Ouest, la Mésoamérique ou l’Amérique andine), ils relèvent des similarités quant à l'idée d’un engrenage cosmique tournoyant autour d’un axe (parfois symbolisé par un arbre reliant la terre au ciel, ou par un moulin emportant les astres dans sa rotation).
Observant les étoiles les nuits d’équinoxes et de solstices, nos ancêtres auraient remarqué au fil des générations un décalage très lent de la voûte céleste (de l'ordre d'un degré tous les 72 ans), dans le sens inverse des aiguilles d’une montre pour l’étoile polaire septentrionale. Selon Santillana et von Dechend, la connaissance de l’axis mundi et de la précession des équinoxes aurait été « encodée » au cœur des récits mythologiques.
Dans la pensée archaïque, ce glissement du soleil équinoxial sur le zodiaque et ce passage d’une étoile polaire à une autre, perçus comme une déstabilisation de l’harmonie du cosmos, déterminaient la succession des âges du monde et le retour des grands cataclysmes.
Au moment de sa parution, l’ouvrage a fait l’objet de nombreuses critiques provenant du monde académique.

## Genèse
Dans les années 1940, consultant un exemplaire de l’Origine de tous les cultes de Charles-François Dupuis à la Bibliothèque Widener de l’Université Harvard, Giorgio de Santillana note une phrase du mythographe français : « le mythe est né de la science ; la science seule l’expliquera. » Mais il abandonne la lecture de ce « rébarbatif ouvrage », dont l’ambition lui paraît alors excessive. Il reviendra plusieurs années après aux théories de Dupuis, désormais convaincu que l’astronomie a constitué l’essence du mythe, qui servait avant l’invention de l’écriture de moyen de transmission des connaissances.
Hertha von Dechend vient pour sa part à cette thèse astromythologique à partir de l’ethnologie. Examinant des recueils de mythes polynésiens auxquels elle « ne comprenait rien », elle refuse d'abord de les appréhender par le prisme de l’astronomie jusqu’à ce qu’elle réalise combien les étoiles et les planètes étaient des repères vitaux pour les navigateurs de l’immense océan Pacifique, dont les monuments sacrés reflétaient les mouvements du ciel.
Giorgio de Santillana rencontre Hertha von Dechend lors d’un symposium à Francfort-sur-le-Main en 1959. Il l’invite à passer chaque année un trimestre au MIT.
Le titre de l’ouvrage fait référence au mythe islandais d’Amlóði (qui inspira le célèbre Hamlet de William Shakespeare). Dans la légende, recueillie par Snorri Sturluson au XIIIe siècle (Edda), Amlóði possède un gigantesque moulin magique qui moud l’or, la paix et le bonheur : c’est l’âge d'or. Mais la cupidité du personnage, qui exige toujours plus de son moulin, provoque l’intervention du dieu de la mer, qui embarque le moulin sur un bateau. Le bateau fait naufrage et le moulin moudra dès lors du sel (c’est pourquoi la mer est salée) et du sable (que l’on trouve sur nos plages). À l’endroit du naufrage, au large des côtes de la Norvège et de l'Écosse, se trouve un gouffre tourbillonnant, un maelstrom qui donne accès au royaume des morts.
De semblables gouffres marins se retrouvent dans l’Odyssée d'Homère et dans les cultures traditionnelles de l’océan Indien et du Pacifique. La métaphore du moulin céleste est employée dans le Bhagavata Purana, ou par les astronomes Cléomède et Al-Farghani.

## Plan de l’œuvre
- Introduction[7]
- I. Le conte du chroniqueur
- II. Le personnage en Finlande
- III. L’analogie iranienne
- IV. Histoire, mythe et réalité
- Intermezzo : Un guide pour ceux qui sont perplexes
- V. Le scénario indien
- VI. La meule d’Amlóði
- VII. Le couvercle multicolore
- VIII. Chamanes et forgerons
- IX. Amlóði le titan et sa toupie
- X. Le crépuscule des dieux
- XI. Samson sous plusieurs cieux
- XII. La dernière légende de Socrate
- XIII. Du temps et des fleuves
- XIV. Le gouffre tourbillon
- XV. Les eaux depuis les profondeurs
- XVI. La pierre et l’arbre
- XVII. La structure du cosmos
- XVIII. La galaxie
- XIX. La chute de Phaéton
- XX. Les profondeurs de la mer
- XXI. Le grand Pan est mort
- XXII. L’aventure et la quête
- XXIII. Gilgameš et Prométhée
- Épilogue : Le trésor perdu
- Conclusion

## Réception
L’anthropologue britannique Edmund Leach (professeur à l’université de Cambridge) rédige en 1970 une recension très hostile dans The New York Review of Books : « L'insistance des auteurs sur le fait qu'entre environ 4 000 avant J.-C. et 100 après J.-C., un système archaïque unique aurait prévalu dans la majeure partie du monde civilisé et proto-civilisé relève d’un pur fantasme. Leur tentative de définir en détail ce système par des fragments mythologiques aléatoires et éparpillés dans le monde n'est rien d'autre qu'un jeu intellectuel. […] Ils choisissent d'ignorer complètement presque tout ce qui a été écrit sur leur sujet au cours des quarante dernières années [...] Une telle arrogance académique est impénétrable ; dans leur certitude, les auteurs rejettent toute critique comme tendancieuse. »
Dans Isis, revue d’histoire des sciences, le médiéviste américain Lynn Townsend White Jr. (professeur à l’université de Californie à Los Angeles) déplore qu’en guise de démonstrations, Hertha von Dechend ait recours à des analogies souvent tirées par les cheveux : « Sur une seule page, elle relie les mythes de la Grèce, du Japon, de l'Égypte, de l'Islande, des Îles Marquises et des Cherokees. »
Le linguiste estonien Jaan Puhvel (lui aussi professeur à l'université de Californie à Los Angeles) critique également le livre dans The American Historical Review. Il reproche aux auteurs d’avoir recours à des étymologies hasardeuses en convoquant des philologues du XIXe siècle (comme Max Müller ou Adalbert Kuhn) tout en caricaturant les « sévères philologues » contemporains, qui seraient enfermés dans leur obsession d’une « vérité exacte ». Si pour Puhvel « il ne s’agit pas d’un travail académique sérieux », il reconnaît que Hamlet’s Mill contient de nombreux « éclairs de perspicacité » (sur la nature du langage mythique et la conception cyclique du monde chez les Anciens) ainsi que « des homélies véritablement éloquentes et quasi-poétiques. »
Dans la revue Folklore, Hilda Ellis Davidson de l’université de Cambridge s’en prend à l’ouvrage, « amateur dans le pire sens du terme, tirant des conclusions hâtives et farfelues. » Spécialiste de la mythologie nordique, Hilda Ellis Davidson dénonce la « forte dépendance » des deux auteurs aux vieilles théories de l’écrivain suédois Viktor Rydberg et leur absence de considération à l’égard des progrès réalisés dans le domaine depuis la fin du XIXe siècle.
Cecilia Payne-Gaposchkin (directrice du département d’astronomie de l’université Harvard) publie en 1972 un article sur Hamlet’s Mill dans le Journal for the History of Astronomy. Répondant à l’assertion des auteurs selon laquelle ils feraient « face à un mur d’indifférence, d’ignorance et d’hostilité », Payne-Gaposchkin écrit qu’elle se doit en tant que scientifique d’être ouverte aux idées nouvelles. Elle ajoute qu’un « érudit sait reconnaître la différence entre l'hostilité et la critique légitime, entre une attaque personnelle et une évaluation impartiale. » 
Filant la métaphore musicale (Santillana et von Dechend ayant déclaré que leur ouvrage aurait pu s’intituler L'Art de la fugue), Cecilia Payne-Gaposchkin écrit que « l’exposition rapide, allusive et paradoxale [de leur thèse] n'a pas grand-chose à voir avec une fugue, où les principes viennent en premier et la déduction suit ». Un titre plus approprié aurait selon elle été les variations Enigma.
Dans la revue Nature, Richard Carrington signe une recension élogieuse. Harald Reiche (collègue de Santillana au MIT) prend également la défense de son ami dans The Classical Journal.
L’historien français Jean-Paul Roux (chercheur au CNRS et professeur à l’École du Louvre), écrit dans la Revue de l'histoire des religions : « […] les thèses audacieuses pourraient naturellement être sujettes à controverse. Mais la discussion devrait être immense. En recommandant le livre, nous laissons le soin à chaque lecteur d’y participer. »
Giorgio de Santillana et Hertha von Dechend sont cités par Paul Feyerabend dans son essai Contre la méthode, Esquisse d’une théorie anarchiste de la connaissance (1975).
Au XXIe siècle, Elizabeth Wayland Barber (professeur à l’Occidental College de Los Angeles) rend hommage au travail mythographique des deux auteurs : « bien que controversés, ils ont utilement signalé et collecté des quantités herculéennes de données pertinentes. » Selon Roy G. Willis (professeur d’anthropologie à l’université d'Édimbourg) et Patrick Curry (professeur d’astronomie culturelle à l’université de Bath Spa), les idées avancées dans Hamlet’s Mill ont été « pratiquement ignorées par l'establishment scientifique et universitaire. »
Hamlet's Mill est considéré comme un des travaux fondateurs d'une nouvelle discipline, l'archéoastronomie.
En dehors du champ académique, Hertha von Dechend et Giorgio de Santillana sont régulièrement cités par l’écrivain britannique Graham Hancock.

## Éditions et traductions
Hamlet's Mill: An Essay on Myth & the Frame of Time est publié en 1969 (aux éditions Gambit pour les premières impressions, puis par Harvard University Press).
Une traduction en italien paraît en 1983 à Milan aux éditions Adelphi (Il mulino di Amleto. Saggio sul mito e sulla struttura del tempo).
En 1992, plusieurs années après la mort de Giorgio de Santillana, une version anglaise augmentée est publiée par Hertha von Dechend aux éditions David R. Godine.
L'année suivante, une traduction allemande supervisée par von Dechend paraît à Berlin, aux éditions Kammerer und Unverzagt (Die Mühle des Hamlet. Ein Essay über Mythos und das Gerüst der Zeit).
Traduit par Claude Gaudriault, le livre est publié en français en 2012, aux éditions Édite (Le Moulin d'Hamlet : la connaissance, origine et transmission par les mythes).